# Залишені (телесеріал)
Залишені (англ. The Leftovers) — американський драматичний телесеріал, створений Деймоном Лінделофом і Томом Перроттою. Серіал знятий по книзі Тома Перротти «Залишені». Сценарій пілотного епізоду був написаний Деймоном Лінделофом і Томом Перроттом, а режисером став Пітер Берг. Прем'єра серіалу відбулася 29 червня 2014 року.
13 серпня 2014 року HBO продовжив «Залишені» на другий сезон. 10 грудня 2015 року HBO продовжив серіал на третій і останній сезон.

## Список епізодів
| Сезон | Сезон | Епізоди | Прем'єрний показ | Прем'єрний показ |
| Сезон | Сезон | Епізоди | Початок          | Завершення       |
| ----- | ----- | ------- | ---------------- | ---------------- |
|       | 1     | 10      | 29 червня 2014   | 7 вересня 2014   |
|       | 2     | 10      | 4 жовтня 2015    | 6 грудня 2015    |
|       | 3     | 8       | 16 квітня 2017   | 4 червня 2017    |

## Актори та персонажі

### Основний склад
- Джастін Теру — Кевін Гарві, начальник поліції, ініціативний батько двох дітей
- Емі Бреннеман — Лорі Гарві, дружина Кевіна, членка таємного культу (Guilty Remnant)
- Крістофер Екклстон — Метт Джемісон, колишній священник, редактор таблоїда
- Лів Тайлер — Мег Ебботт, очільниця радикальної фракції культу
- Кріс Зілка — Томмі Гарві, син Лорі, вихований Кевіном
- Марґарет Кволлі — Джилл Гарві, дочка Кевіна й Лорі, відмінниця та бунтівний підліток
- Керрі Кун — Нора Дерст (Сара), сестра Метта, яка втратила всю родину; стає партнеркою Кевіна та прийомною матір'ю немовляти Лілі, дочки Голі Вейна
- Емілі Мід — Еймі, шкільна подруга Джилл (1 епізод)
- Аманда Воррен — Люсі Ворбертон, мер Мейплтона (1 сезон), деякий час була у стосунках із батьком Кевіна
- Енн Дауд — Петті Левін, лідерка місцевого відділення культу
- Майкл Гастон — загадковий Дін (сезон 1; гостьова роль — сезон 3)
- Макс Карвер — Адам Фрост, друг Джилл та Еймі (1 сезон)
- Чарлі Карвер — Скотт Фрост, брат-близнюк Адама (1 сезон)
- Енні К'ю — Крістін, одна з колишніх «дружин» Голі Вейна (1 сезон; 3 сезон — гостьова роль)
- Джанель Молоні — Мері Джеймісон, дружина Метта; після автокатастрофи впала у кому (сезони 2-3; періодична роль — сезон 1)
- Реджина Кінг — Еріка Мерфі, головна лікарка відділення невідкладної допомоги, сусідка Гарві (сезони 2-3)
- Кевін Керролл — Джон Мерфі, чоловік Еріки, керівник добровільної пожежної частини (2-3 сезони)
- Джован Адепо — Майкл Мерфі, побожний син Еріки та Джона (сезони 2-3)
- Скотт Гленн — Кевін Гарві старший, батько Кевіна, колишній начальник поліції Мейплтона, який переїжджає до Австралії (сезон 3; періодична роль — сезон 1; гостьова роль — сезон 2)
- Джанель Молоні — Мері Джеймісон
- Джасмін Савой Браун — Еванджелін Мерфі